# Христо Алексиев
Христо Алексиев, известен още и като Икономов, е български възрожденски просветен деец от Македония.

## Биография
Роден е в Горна Джумая, тогава в Османската империя. Учи в протестантско училище, след което преподава в първото българско училище в Радовиш. През 1868 година заедно с Арсени Костенцев и Димитър Бисеров посещава Стефан Веркович в Сяр, с който води лична кореспонденция. Подгонен от гръцкия владика, напуска Радовиш и преподава в село Ватоша, Тиквешко (1868-1869). По-късно отново учителства в Радовиш, където се оженва за дъщерята на свещеноиконома. През 1871 година участва в Учителския събор в Прилеп. На 20 май 1878 година от името на Радовишката българска община Христо Алексиев подписва Мемоара до Великите сили с искане за прилагане на Санстефанския договор и неоткъсване на Македония от новосъздадената българска държава.
След 1879 година се преселва в новосъздаденото Княжество България. Започва чиновническа работа в София, където по-късно умира.